# Podhoří (Lipník nad Bečvou)
Podhoří, nazývané také Lipník nad Bečvou V-Podhoří, je vesnice, nyní část města Lipník nad Bečvou v okrese Přerov v Olomouckém kraji. Nachází se asi 5 km na severovýchod od Lipníku nad Bečvou.

## Geografie, geologie, příroda a vodstvo
Podhoří leží na úpatí pohoří Oderské vrchy (subprovincie pohoří Nízký Jeseník) pod kopci Juřacka (589 m n. m.) a Kopánky (584 m n. m.). Jižní (nížinné) části katastru vesnice leží v Bečevské bráně (součásti nížiny Moravská brána) a severní (horské) části jsou v Oderských vrších. Horské části jsou složeny především z hornin břidlice, droby a slepence a jsou zalesněné. Nížinné části, kde jsou převážně polnosti a sady, jsou hlinité s občasnými kameny z výše uvedených hornin.
V minulosti se v Podhoří těžil kámen a hledaly se rudy. Nejvyšším geografickým bodem katastru obce je kopec Juřacka s nadmořskou výšku 589 m. Podhořím protéká potok Jezernice (někdy nazývaný také jako Jezerský potok) a potok Žabník, které jsou přítoky řeky Bečva v povodí řeky Moravy (úmoří Černého moře) .

### Osady Podhoří
Součástí Podhoří jsou také tři osady:
- Peklo (V pekle)
- Dolní Mlýny
- V Žabníku.

V roce 2009 zde bylo evidováno 120 adres. V roce 2001 zde trvale žilo 341 obyvatel.. Podhoří leží v katastrálním území 723711 Podhoří na Moravě o rozloze 4,71 km2. Po západní hranici katastrálního území protéká potok Žabník. Katastrálním územím také prochází dálnice D1.

## Historie a další zajímavosti
První přímá písemná zmínka o Podhoří je z r. 1371 (jako podhradí gotického hradu Drahotuš), avšak obec a její okolí bylo osídleno již v době kamenné, což je doloženo archeologickými nálezy. Nad vesnicí je severně zřícenina hradu Drahotuš (na předvrcholu Hradisko v masivu kopce Juřacka) a severozápadně je pravěké vyšinné hradiště Obírka. V okolí Podhoří existují břidlicové a jiné lomy, které se zmiňují již od poloviny 19. století.

Významnou krajinnou dominantou Podhoří je kostel svatého Havla, který má gotický původ a je památkově chráněn. Na vnější zdi kostela jsou umístěny sluneční hodiny s nápisem:
| „ | Smrt jistá - hodina smrti nejistá. | “ |

Na mapě Olomoucké diecéze z roku 1792 je Podhoří nazváno jako Bodhorz.
V roce 2002 byla v Podhoří, na lokalitě "Shony", objevena a prozkoumána část půlkruhové osady 189 sídlištních objektů vč, důkazů o zpracování kovů, ze starší doby železné (doby halštatské, období HC2/D1). Blíže 
Podhoří má také silnou tradici v pěstování ovocných stromů a keřů.
Do Podhoří vedou dvě turistické značky a několik cyklostezek.

### Oslava 650 let od první písemné zmínky o Podhoří
Dne 18. června 2022 proběhly v Podhoří oslavy 650 let od první písemné zmínky o obci.

## Galerie fotografií

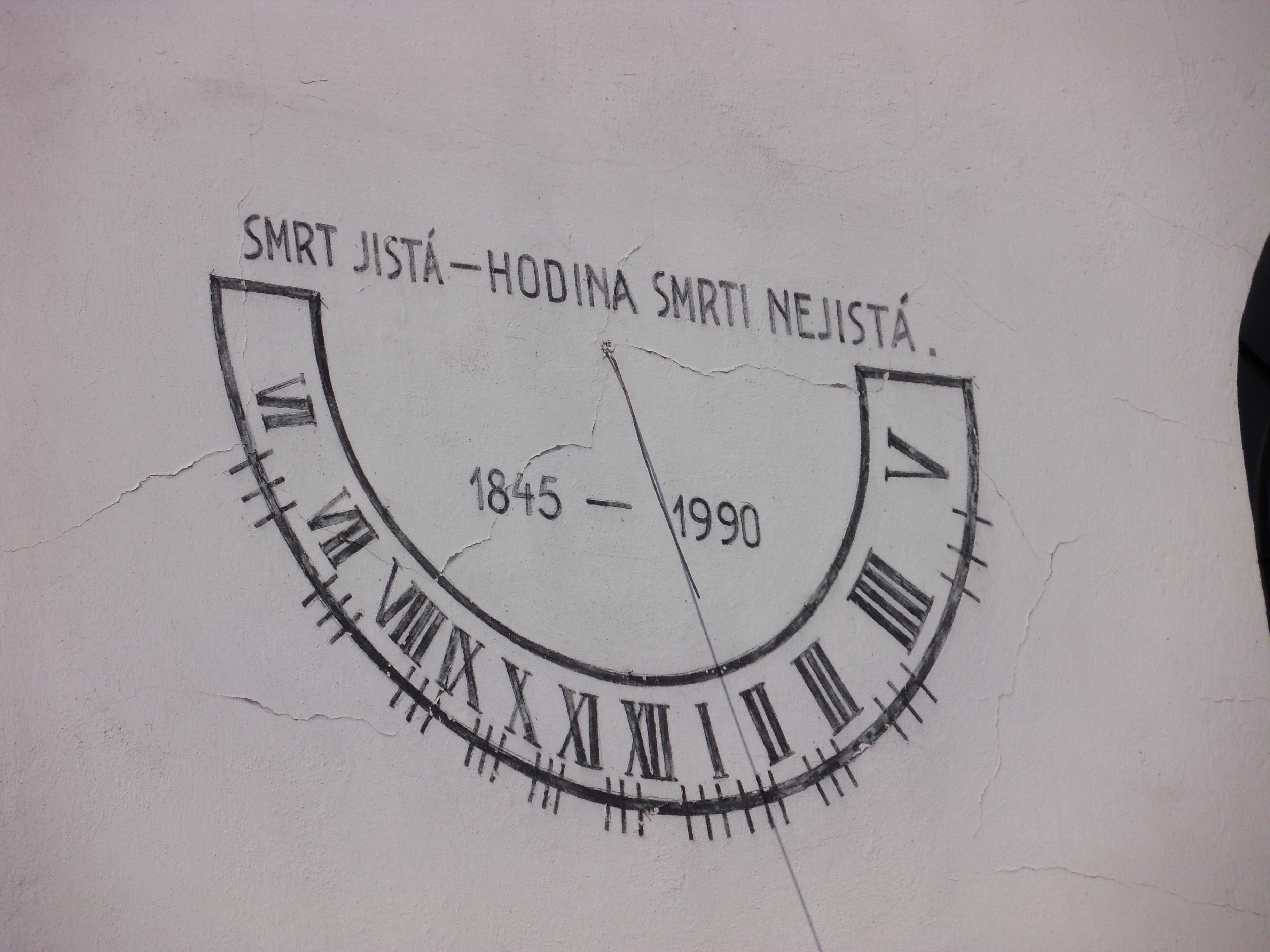
Sluneční hodiny na vnější zdi kostela sv. Havla
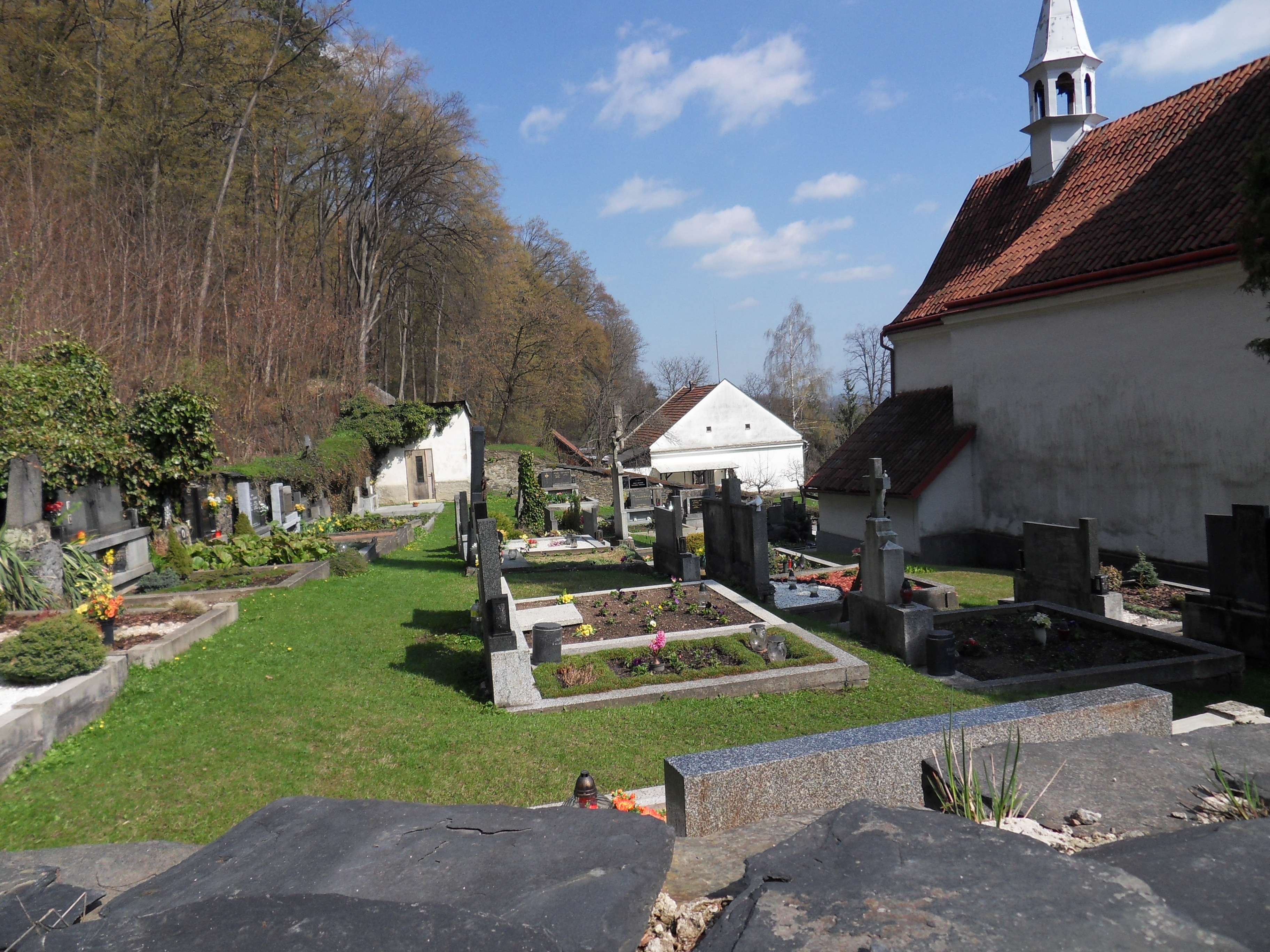
Severní část hřbitova za kostelem sv. Havla v Podhoří
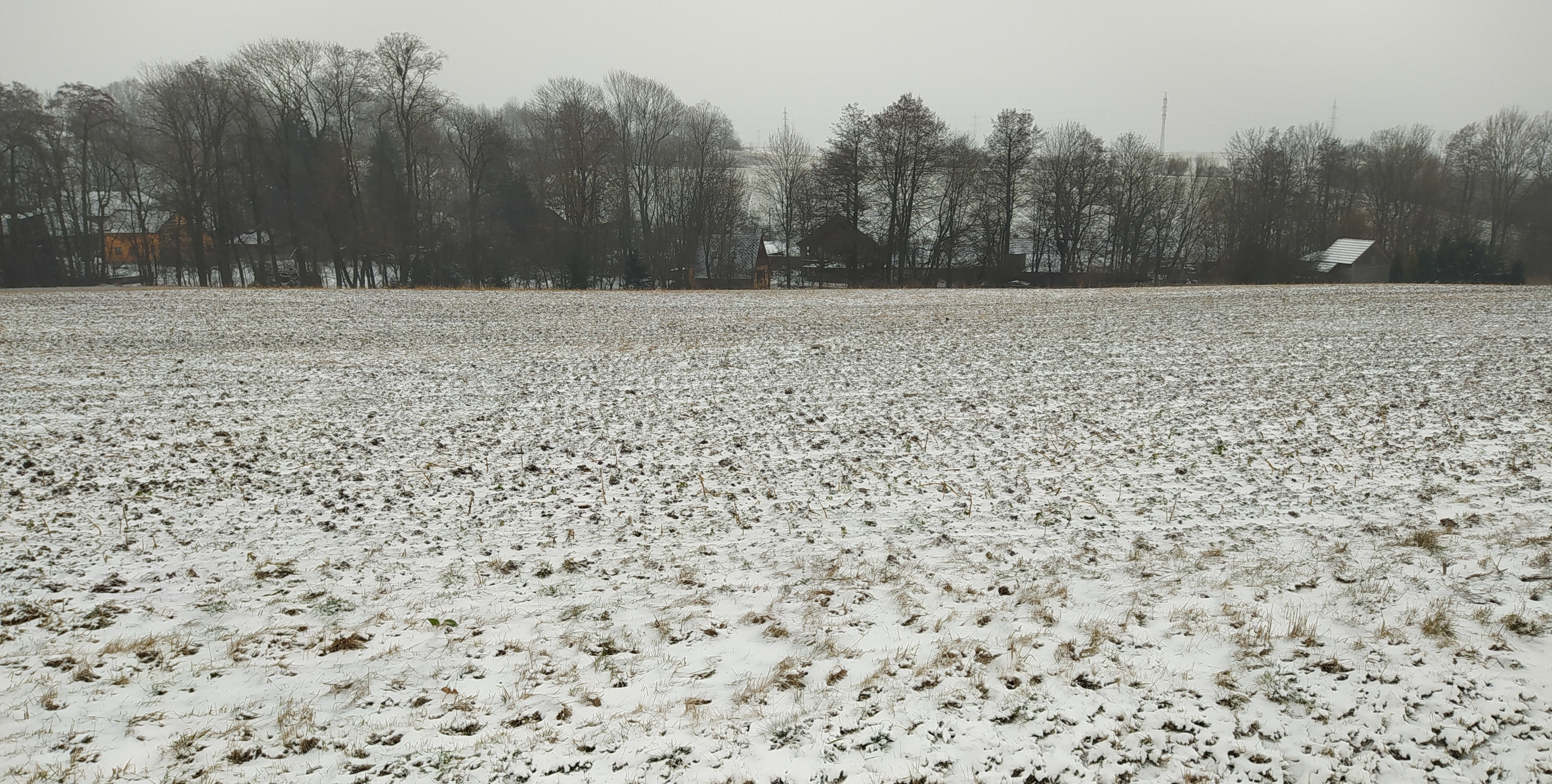
Zimní pohled na údolní osadu Dolní Mlýny ze západu od zastávky Podhoří Pila
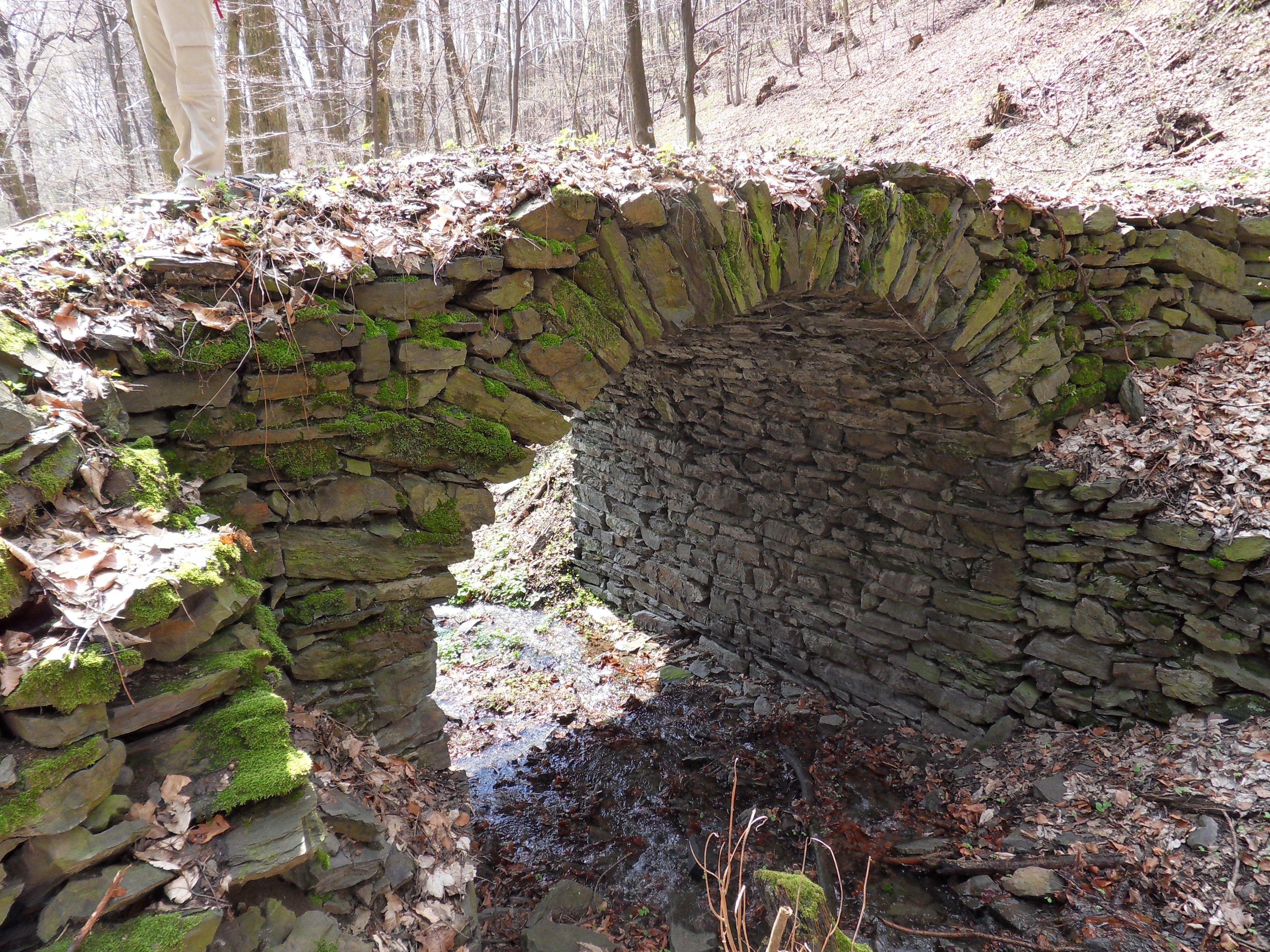
Kamenný most nad Podhořím v Oderských vrších poblíže hradu Drahotuš
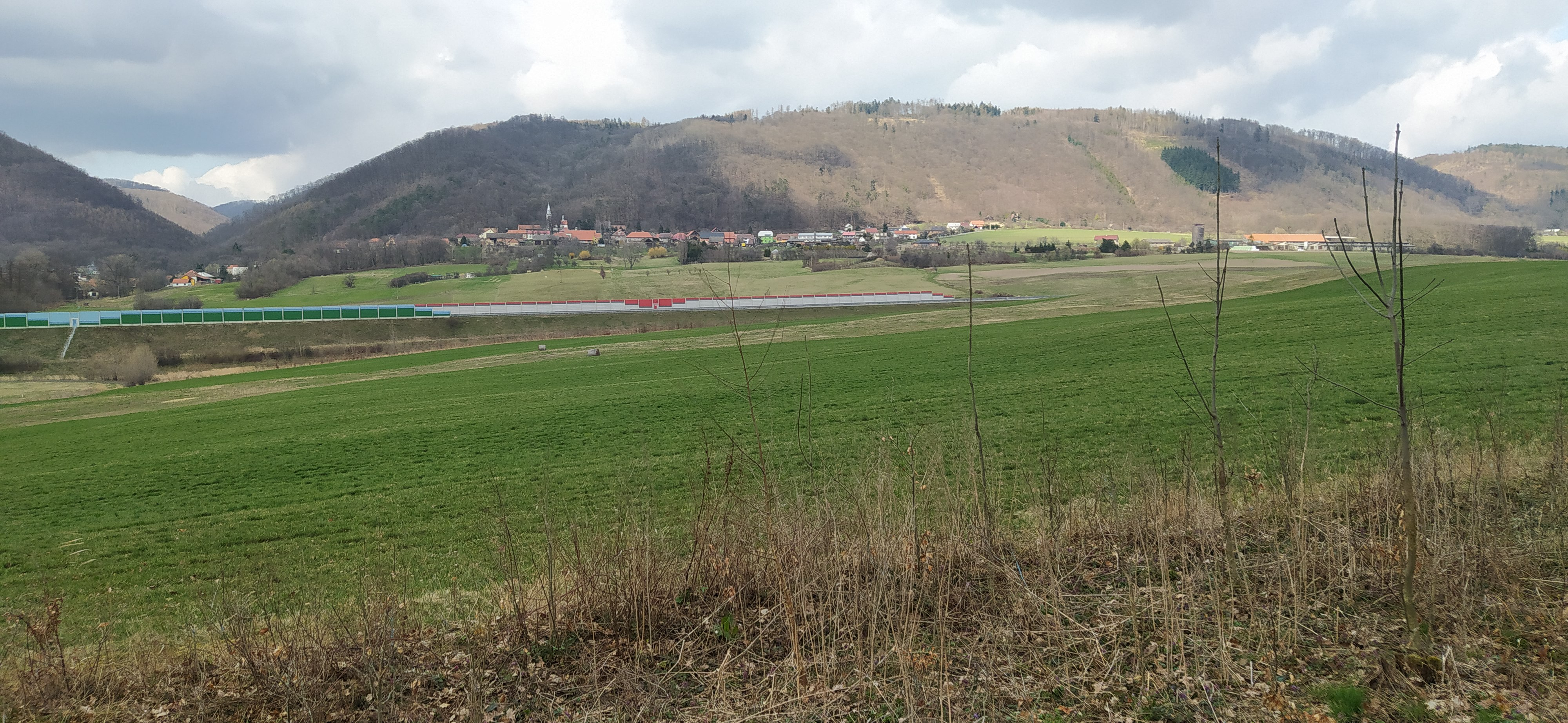
Dálnice D1, Podhoří, Oderské vrchy (kopec Juřacka a údolí Peklo)
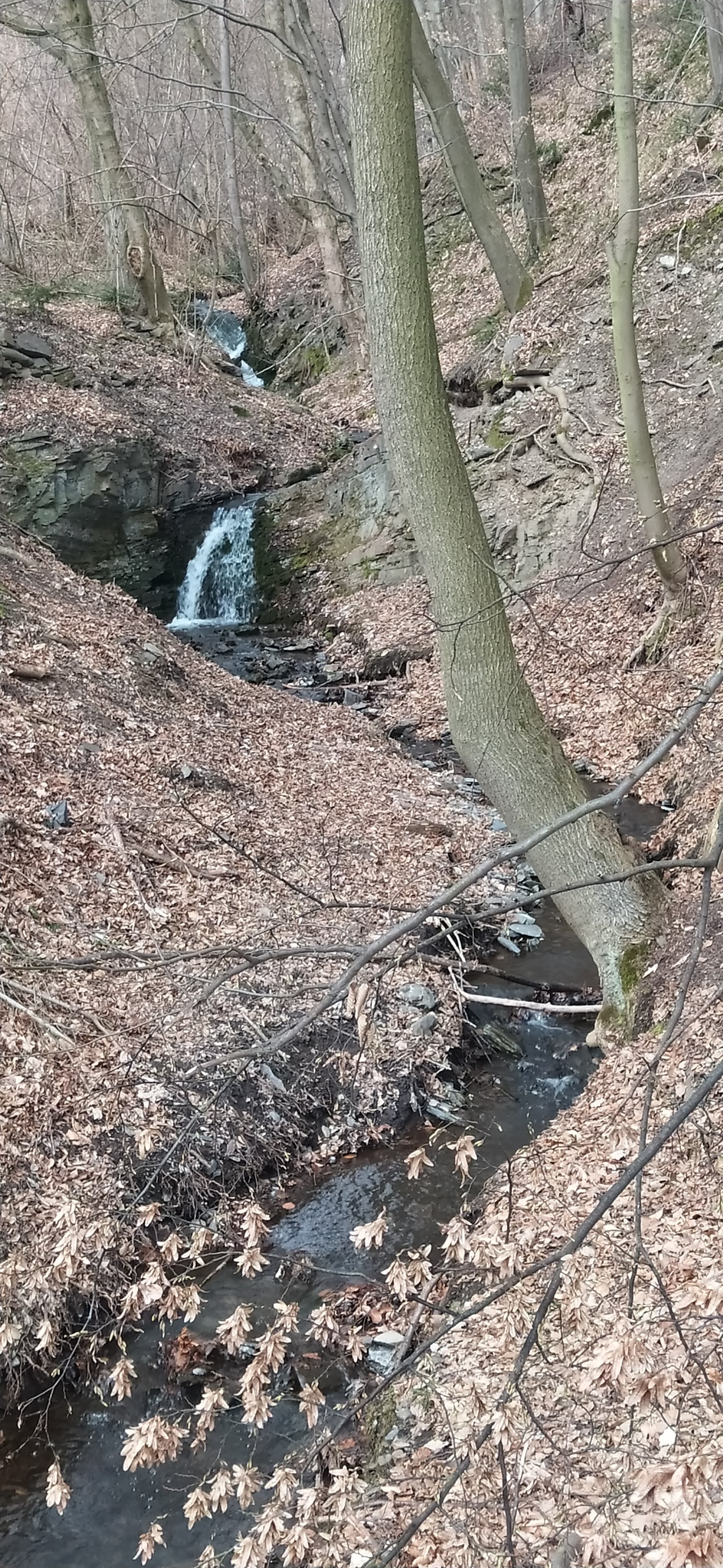
Žabnický vodopád
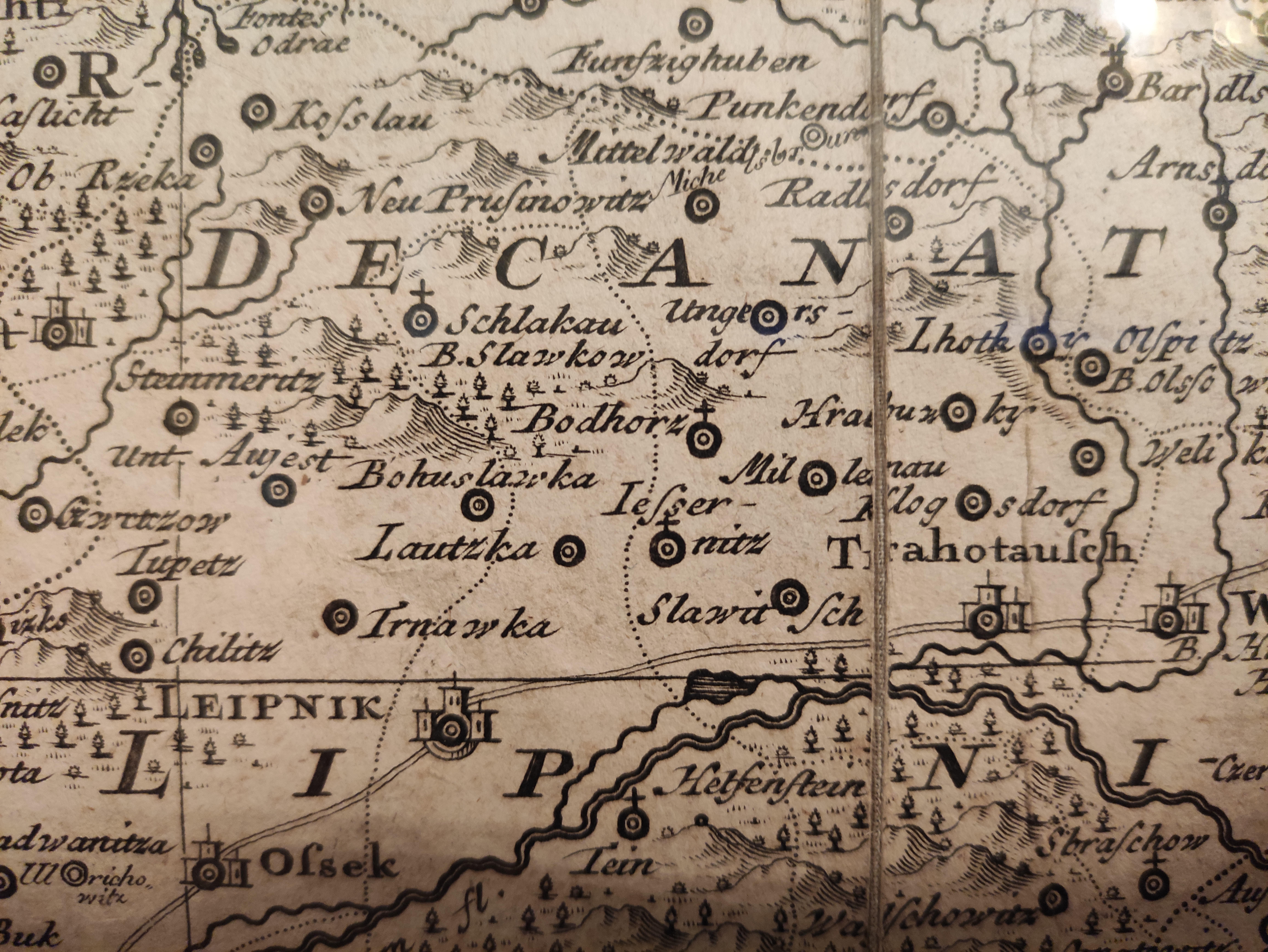
Podhoří na historické mapě Olomoucké diecéze z roku 1762
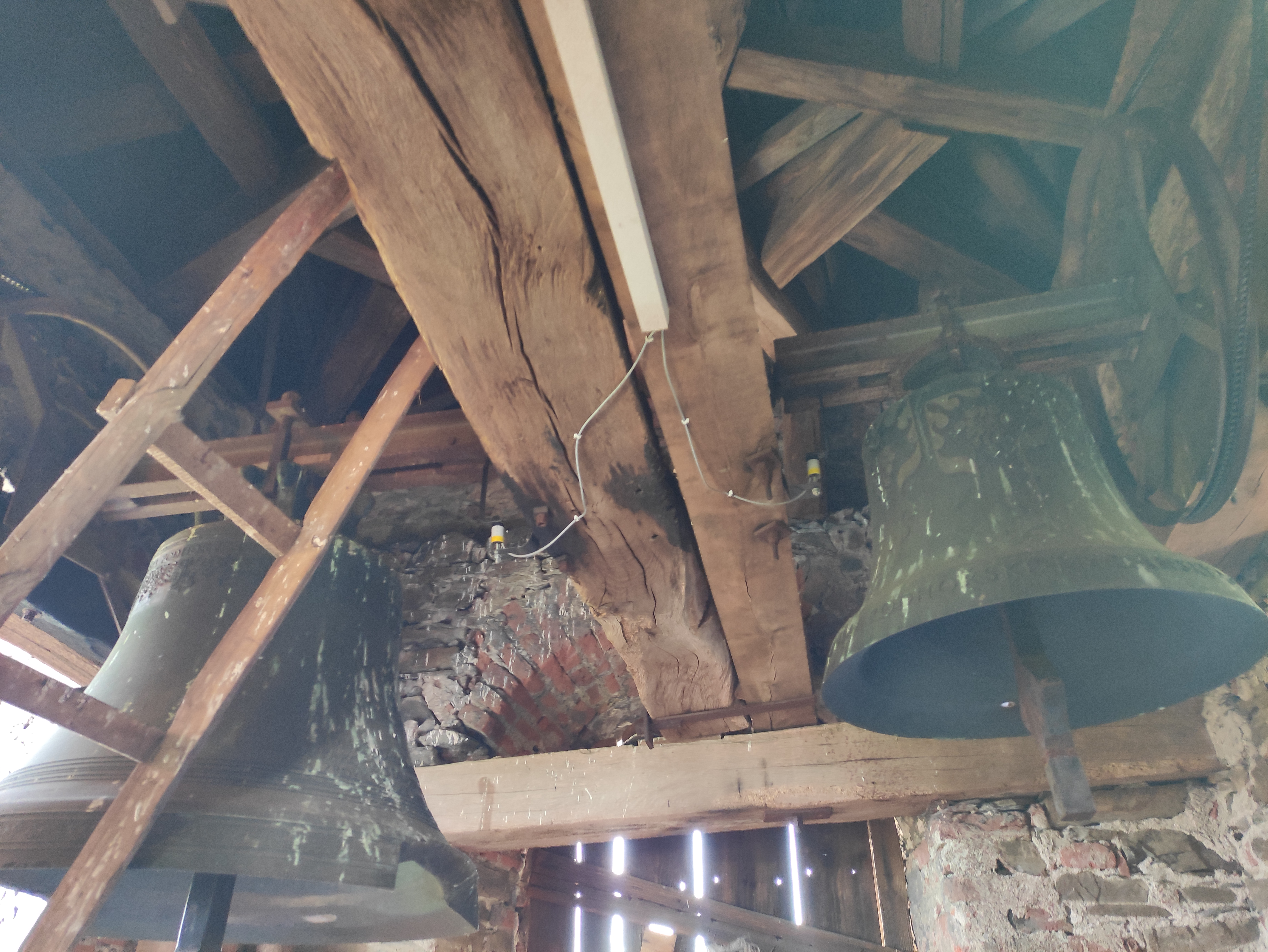
Věž kostela
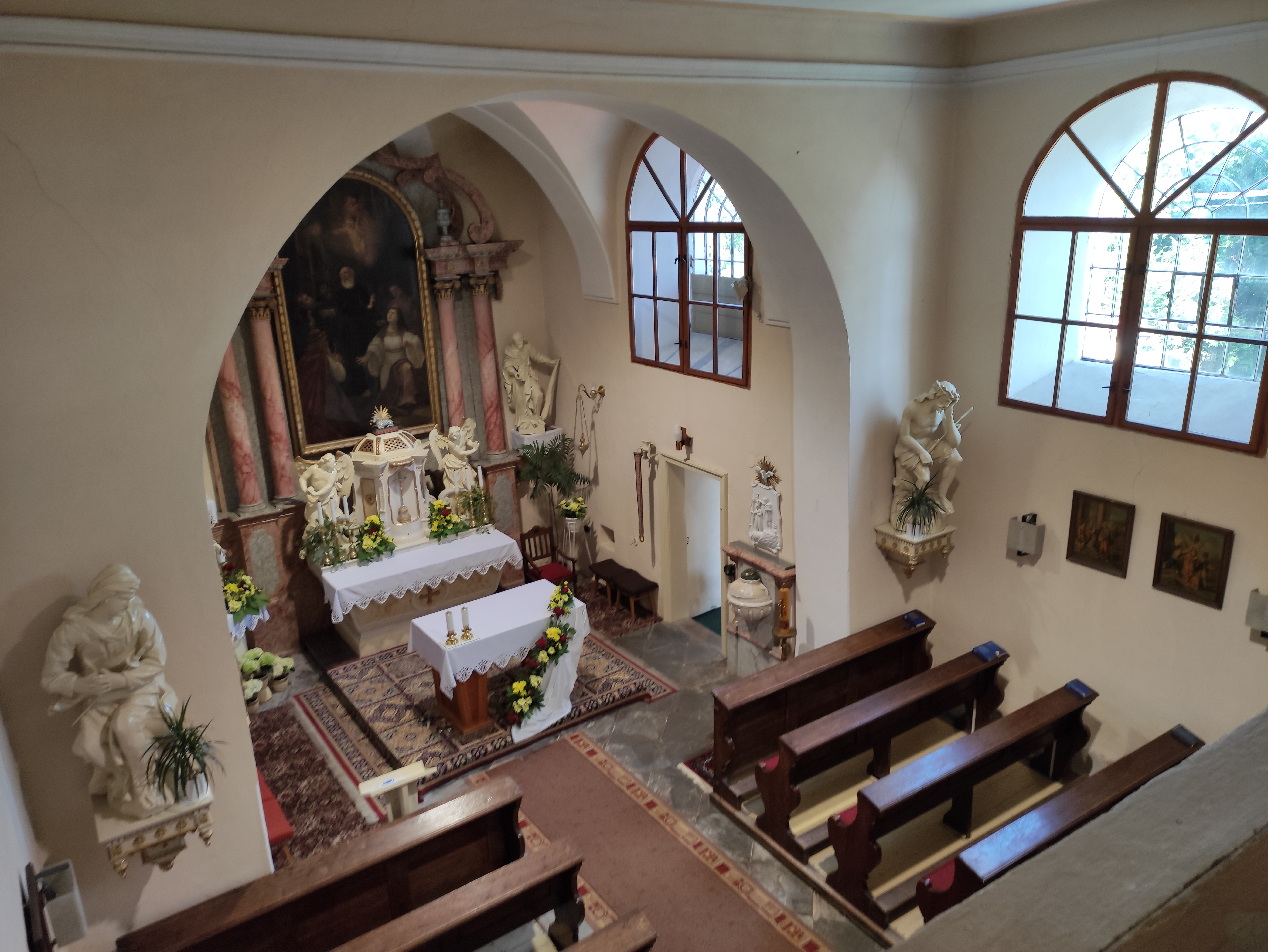
Interiér kostela
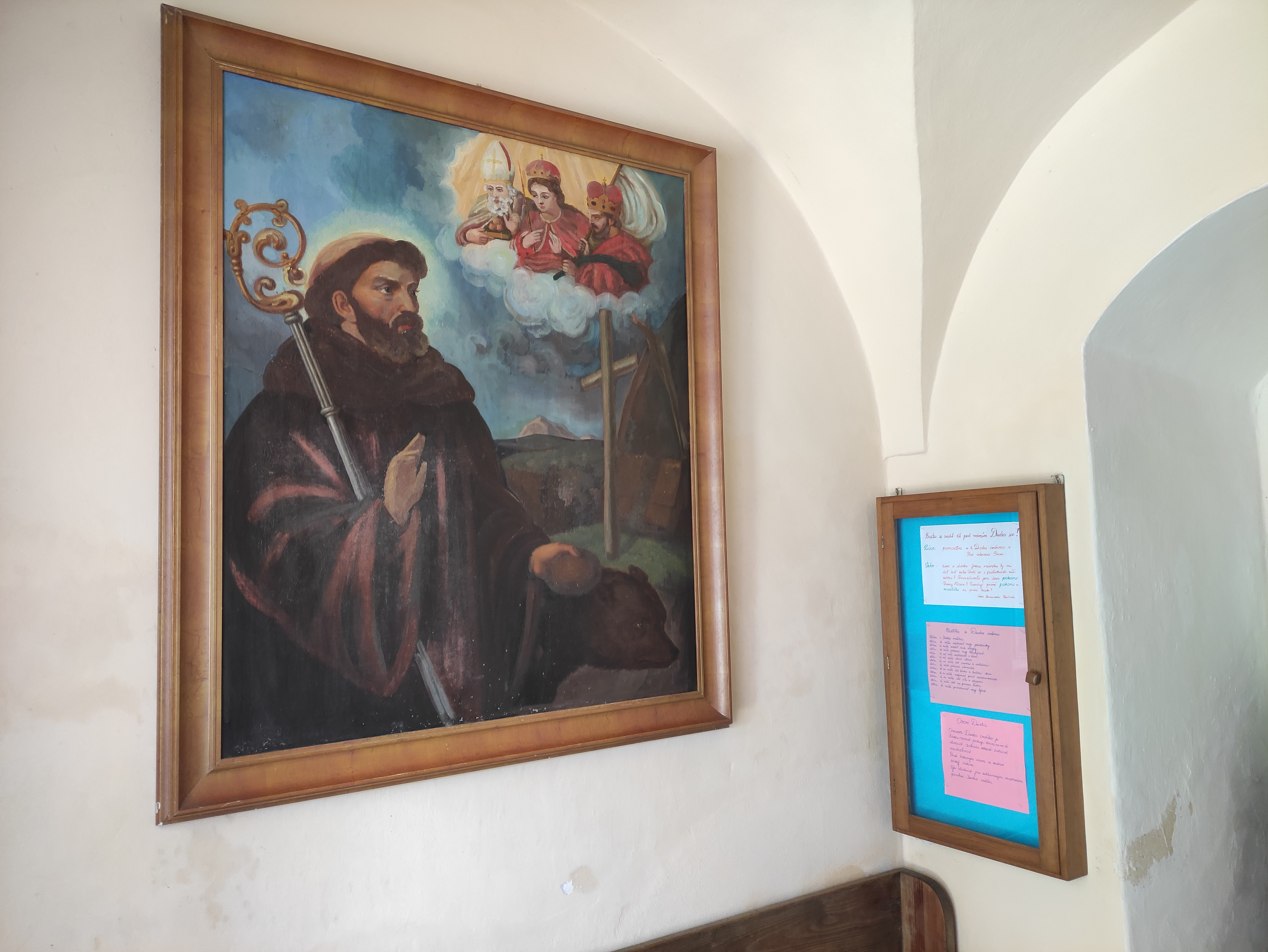
Vstup do kostela
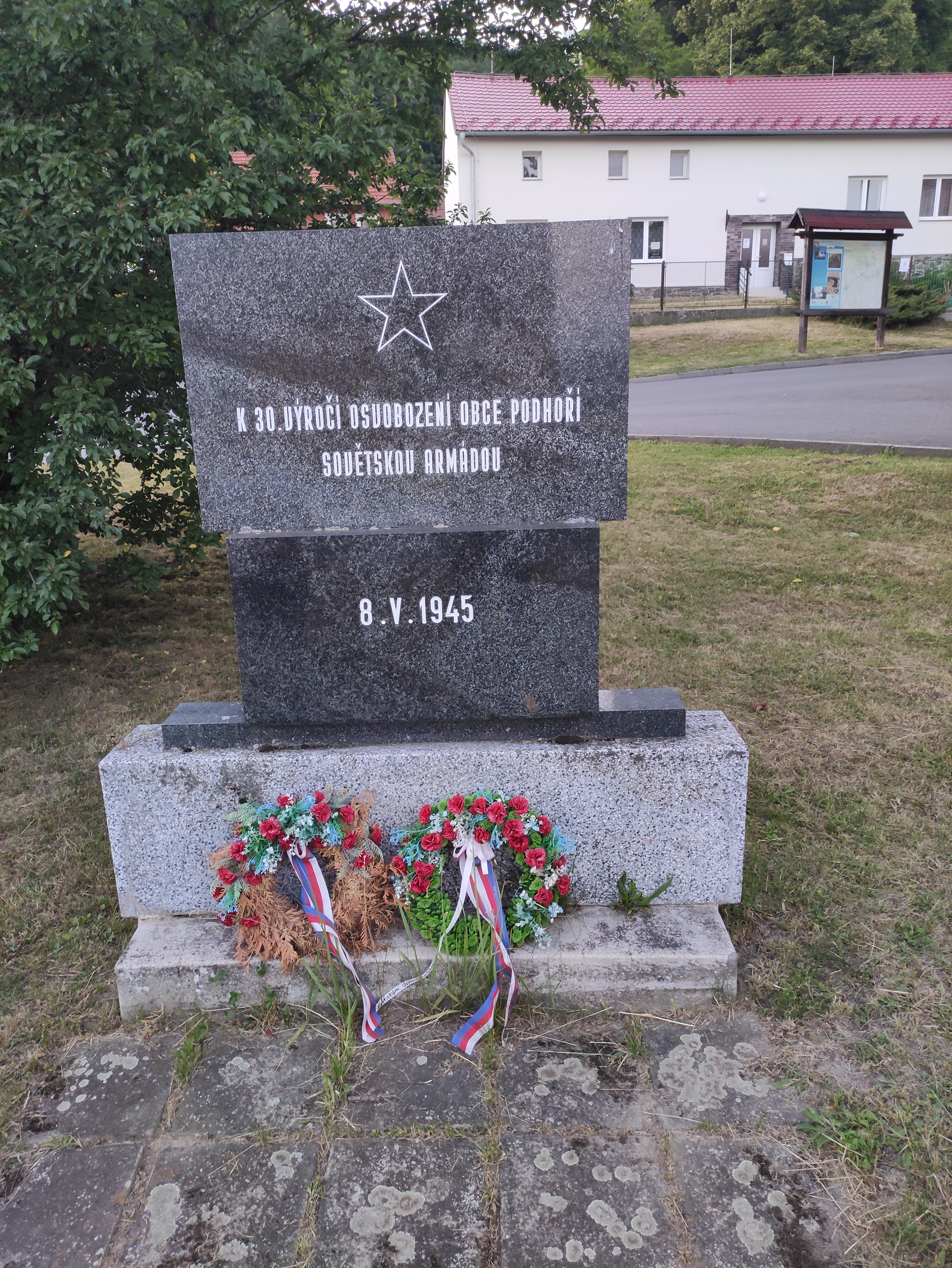
Památník k 30. výročí osvobození obce Podhoří sovětskou armádou
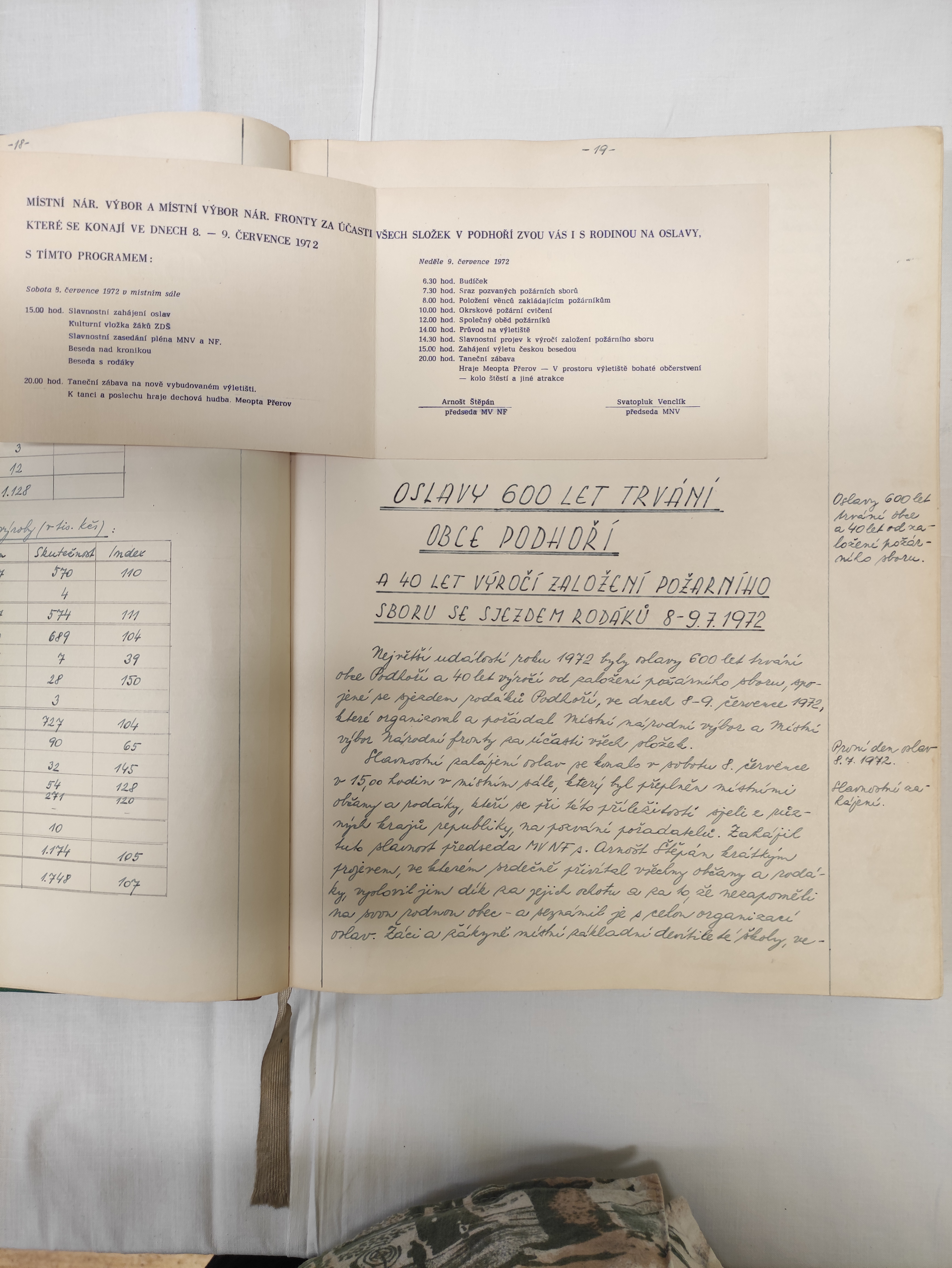
Kronika obce Podhoří (Oslava 600 let obce Podhoří v roce 1972)
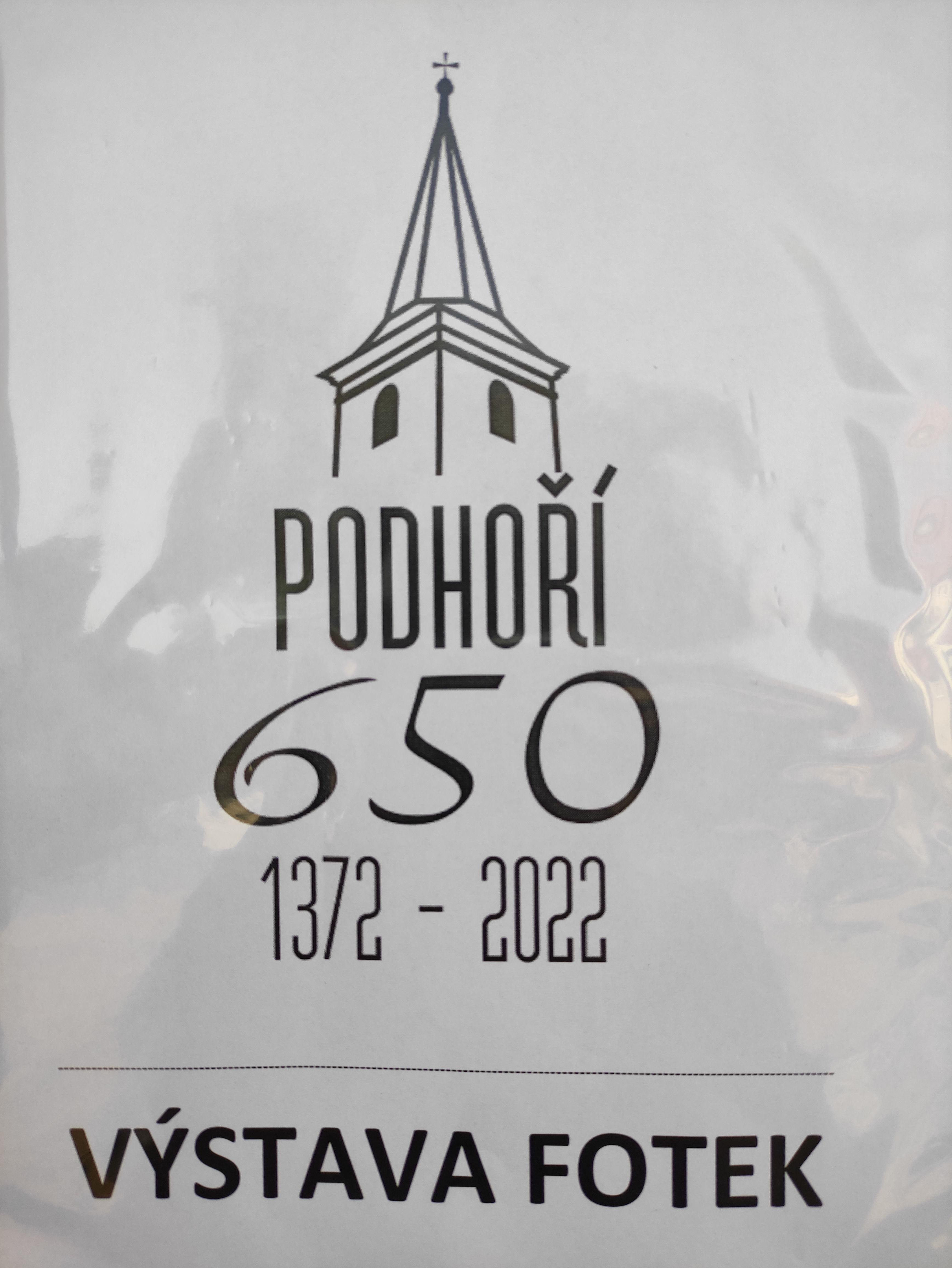
Oslava 650. let obce